# 郑晖 (解放军)
郑晖（1958年—），北京市人，汉族，中华人民共和国政治人物、第十二届全国人民代表大会解放军代表。
毕业于中国社会科学院法律专业。加入中国共产党，任中国人民解放军出版社总编辑。2013年，担任全国人大代表。